# Rivanol
Lactatul de etacridină (denumit  și acrinol și comercializat sub denumirea de Rivanol), este un compus organic aromatic, bazat pe acridină. Denumirea IUPAC este monolactat 2-etoxi-6,9-diaminoacridinic. Formează cristale galben-portocalii cu un punct de topire de 226 °C și are un miros înțepător.
Utilizarea principala este de antiseptic în soluții de concentrație 0,1-1 la mie.

## Reactivitate
În mediu bazic (OH-), precipită 2-etoxi-6,9-diaminoacridina sub forma unui precipitat galben lăptos. În aceste condiții se elimină o molecula de apă și un ion de lactat.